# Somabrachys micripsa
Somabrachys micripsa is een vlinder uit de familie van de Somabrachyidae. De wetenschappelijke naam van de soort is voor het eerst geldig gepubliceerd in 1916 door Powell.